# راي (مغنية)
راي (باليابانية: Ray) هي مغنية يابانية، ولدت في 14 أكتوبر 1990 في هوكايدو في اليابان.

## وصلات خارجية
- الموقع الرسمي
- راي على موقع ميوزك برينز (الإنجليزية)
- راي على موقع ديسكوغز (الإنجليزية)